# Junior-VM i orientering 2011
Junior-VM i orientering 2011 var den 22. udgave af juniorverdensmesterskabet i orientering. Det fandt sted fra den 1.-9. juli 2011 i Wejherowo, der ligger i det nordlige Polen.